# Rüfenacht
Rüfenacht ist eine Ortschaft, die zur Gemeinde Worb im Verwaltungskreis Bern-Mittelland des Kantons Bern, Schweiz gehört.

## Lage und Einwohner
Rüfenacht liegt westlich von Worb an der Kantonsstrasse zwischen Bern und Luzern. Nicht zu verwechseln mit der Gemeinde Rüfenach im Kanton Aargau. Durch die starke Ausrichtung nach Bern hat Rüfenacht bereits Vorortscharakter von Bern, obwohl es ein Teil der politischen Gemeinde Worb ist. Von der Schweizer Bundesstadt ist Rüfenacht nur 6'609 m Luftlinie entfernt. Das Dorf hat 3'514 Einwohner (31. März 2014) und befindet sich ca. 600 Meter über Meer. Rüfenacht grenzt an Gümligen.

## Geschichte
Rüfenacht liegt an einer prähistorischen Durchgangsroute zwischen dem Worblen- und Aaretal. Wahrscheinlich stammt der Name aus römischer Zeit: Gutsbetrieb oder Grundstück des Rufinus, Rufiniacum. 
Nachdem die Alemannen um 700 n. Chr. die Gegend erreichten, haben sie den Namen in ihre Sprache integriert. 1248 wurde es als Ruivennacho erwähnt, 1261 Ruvennacho, 1324 dann Rüffennach. Von 1479 bis 1563 schrieb man Rüffenacht. Danach wechselte der Name von Rüfenach zu Rüfenacht.
1538 erbaute die Berner Ratsfamilie Zehender einen Landsitz auf dem Gebiet des heutigen Dorfes. Auf die Zehender folgten ab 1676 die Bernburgerfamilien Stürler, Muralt, Stuber, Wyss und Knecht. Rüfenacht gehörte zwar kirchlich zu Worb, war aber nicht Untertan der Adelsherrschaft Worb. In Gerichts- und Herrschaftssachen unterstand Rüfenacht bis 1798 dem «Stadtgericht» der Stadt Bern. Seit 1920 wird alles über Worb geregelt.
In den 1950er Jahren sollte das Gebiet beim Rüfenachtmoos urbanisiert werden. In den 1970ern wollte man dort eine Werkhalle erstellen. Nachdem die Baugrube ausgebaggert war, füllte sich diese mit Wasser und wurde nach ihrem Besitzer Guggerseeli genannt. Später erlosch die Baubewilligung und die Natur holte sich diese Baubrache wieder zurück. 1989 wurde diese unter Naturschutz gestellt. Es siedelte sich der Biber an, dann kamen die Geburtshelferkröte und weitere geschützte Tiere hinzu.
Bis in die Zeit des Zweiten Weltkriegs dehnte sich Rüfenacht aus. Von 339 Einwohnern (1900) verdoppelte sich die Einwohnerzahl auf 686 (1950). 1957 hat ein Bauboom eingesetzt, der aus dem Dorf eine typische Agglomerationsgemeinde gemacht hat. 1990 hatte Rüfenacht 3'795 Einwohner. Diese Zahl ist wegen der Immobilienkrise auf 3'404 im Jahr 2010 gesunken.
Am 6. Februar 2012 wurde der Traditionsgasthof Sonne durch einen Grossbrand vollständig zerstört. Die Gaststätte wurde 1844 erbaut und 1897 wurde dort der erste Telefonanschluss im Dorf in Betrieb genommen.

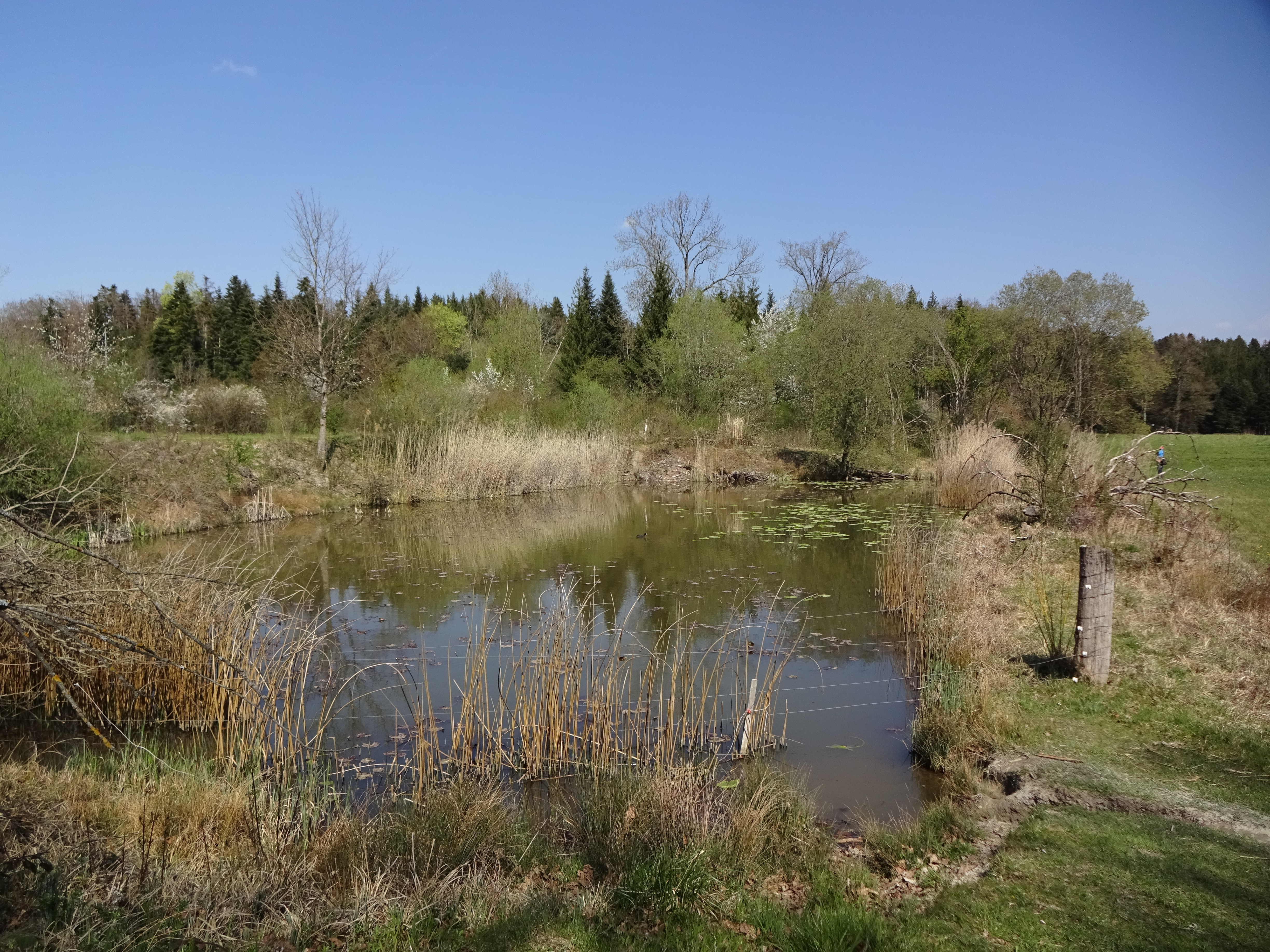
Guggerseeli beim Rüfenachtmoos

## Verkehrsanbindung
Das Dorf ist, seit 1898, mit der Tramlinie 6 (blaues Bähnli) mit drei Stationen (Rüfenacht, Scheyenholz und Langenloh) mit Bern und Worb angebunden. Am Anfang fuhr noch die Dampfstrassenbahn. Die Postautolinie 794 verbindet das Dorf mit Worb, via Vielbringen. Der Moonliner M75 stellt an Wochenenden die Nachtverbindung mit Bern sicher.
Mit dem Autobahnzubringer N6M (bis 2020 als T10 bezeichnet) 2 km westlich von Rüfenacht hat der Ort seit 1973 Anschluss an die A6. Durch den Ort verläuft die Hauptstrasse 10, östlich ins Emmental, Entlebuch und Luzern. Westlich bis an die französische Grenze bei Les Verrières.

## Sehenswürdigkeiten
Sehenswert sind das Schlössli Rüfenacht, das ein ehemaliges Jagdschlösschen ist und das Guggerseeli am Rand des Vielbringenmooses.